# WTA Challenger Carlsbad
Das WTA Challenger Carlsbad (offiziell: Carlsbad Classic) ist ein Tennisturnier der WTA Challenger Series, das 2015 in der kalifornischen Stadt Carlsbad ausgetragen wurde.

## Siegerliste

### Einzel
| Jahr | Siegerin         | Finalgegnerin | Ergebnis  |
| ---- | ---------------- | ------------- | --------- |
| 2015 | Yanina Wickmayer | Nicole Gibbs  | 6:3, 7:64 |

### Doppel
| Jahr | Siegerinnen                      | Finalgegnerinnen                   | Ergebnis         |
| ---- | -------------------------------- | ---------------------------------- | ---------------- |
| 2015 | Gabriela Cé Verónica Cepede Royg | Oksana Kalaschnikowa Tatjana Maria | 1:6, 6:4, [10:8] |